# Leonhard Kern

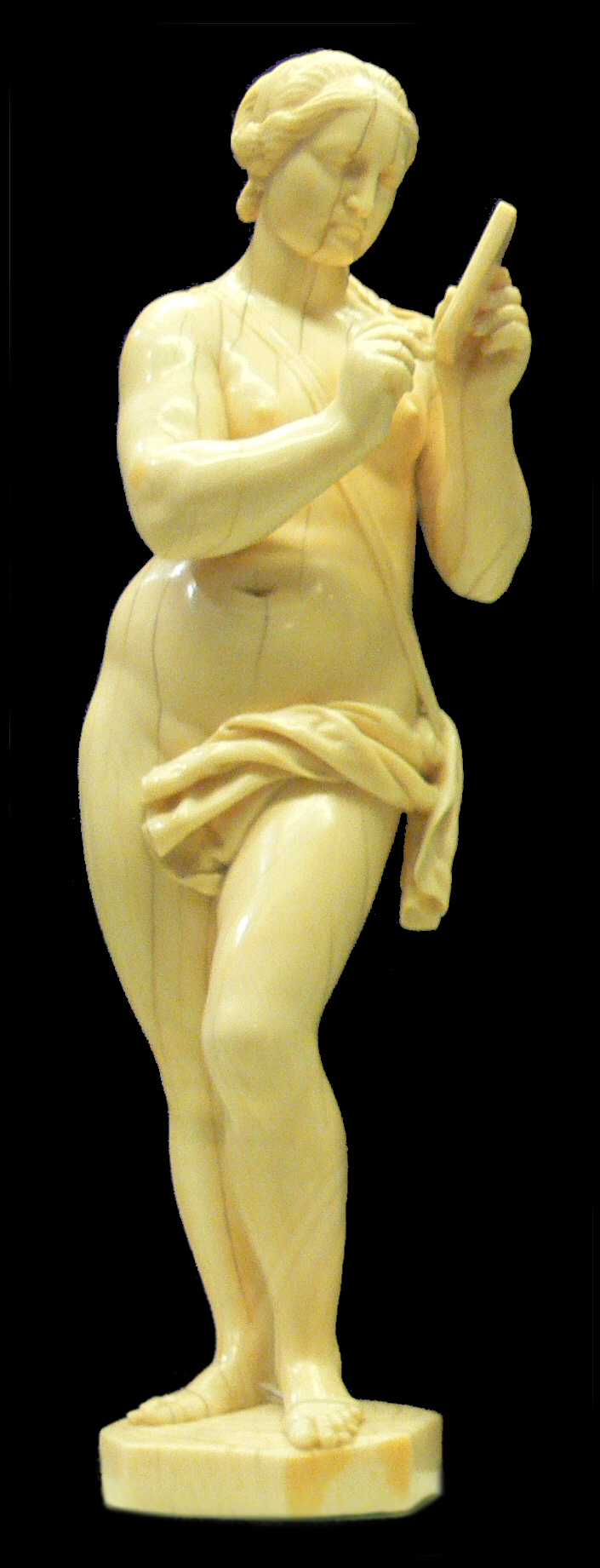
Leonhard Kern: La musa Calliope, intorno al 1640

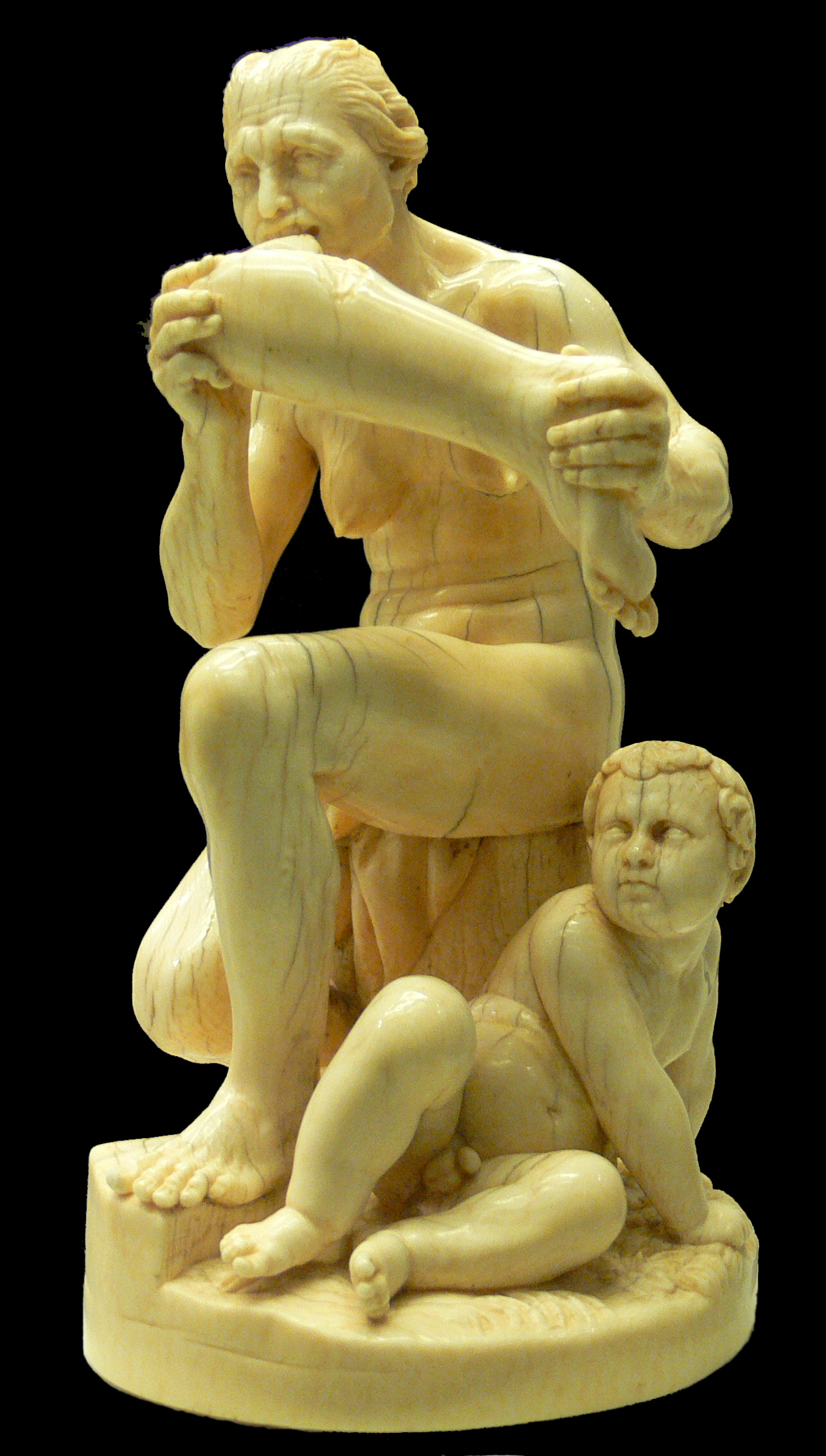
Leonhard Kern: Orco, scultura in avorio, intorno al 1650

Leonhard Kern (Forchtenberg, 2 dicembre 1588 – Schwäbisch Hall, 14 aprile 1662) è stato uno scultore tedesco.

## Biografia
Era il quarto figlio dello scalpellino e caposquadra Michael Kern. Frequentò il liceo a Öhringen e dal 1603 al 1609 studiò con il fratello maggiore Michael a Würzburg. Si trasferì quindi in Italia dove rimase, per motivi di studio, fino al 1613/1614. Si spostò quindi in Nordafrica. Ritornò in patria via Lubiana (Carniola) e Gornji Grad (Bassa Stiria), dove realizzò l'altare maggiore della collegiata, come prima opera datata, nel 1613. Nel 1614 sposò Amalia Zöllner, figlia di un impiegato, a Forchtenberg. Con lei ebbe almeno 14 figli, la maggior parte dei quali morì durante l'infanzia. Dapprima lavorò nella bottega del fratello Michael, da lì si recò alla corte dell'elettore Federico V del Palatinato a Heidelberg, dove creò un gruppo monumentale a Norimberga nel 1617, che comprendeva quattro figure di animali dal libro biblico di Daniele, per i tre portali barocchi del municipio di Norimberga. Tuttavia, a causa del coinvolgimento del Palatinato nella guerra dei trent'anni, lasciò presto Heidelberg e si stabilì nella città imperiale di Schwäbisch Hall nel 1620. Qui creò il proprio laboratorio, nel quale si specializzò nella produzione di piccole figure con un'ampia gamma di soggetti.
Come la maggior parte degli scultori del suo tempo, Kern aveva imparato a lavorare con vari materiali in gioventù, principalmente con la pietra. Nella bottega di famiglia a Forchtenberg si occupò principalmente della realizzazione di monumenti. Ben presto si specializzò in sculture e rilievi di formato più piccolo, considerati principalmente oggetti da collezione. Dopo il suo ritorno dall'Italia, realizzò diversi rilievi in alabastro con iconografia religiosa, tra cui un rilievo con la morte di Cristo, che ora si trova a Kolumba, il museo d'arte dell'arcidiocesi di Colonia. Da quando aprì una bottega a Schwäbisch Hall, nel 1620, realizzò sempre più statuette in avorio e in legno, che avrebbero goduto di grande popolarità tra i collezionisti principeschi e assicurarono il successo imprenditoriale del suo laboratorio. Oltre alle scene religiose, mitologiche e di genere, le sue opere riflettono anche le atrocità della guerra dei trent'anni, a cui aveva assistito a Schwäbisch Hall. Il lavoro di Kern è caratterizzato da un alto livello di artigianalità e abilità artistica e creativa. Stilisticamente, ha rappresentato lo stile classico-realistico nella scultura barocca tedesca. Il suo lavoro era già molto apprezzato durante la sua vita, come dimostra la sua nomina a scultore di corte nel Brandeburgo nel 1648. Molte delle sue migliori opere finirono nelle collezioni di grandi e importanti collezionisti d'arte, spesso nobili e principi, in tutta Europa e nei loro gabinetti d'arte. Nonostante le circostanze sfavorevoli dell'epoca, riuscì ad acquisire notevoli ricchezze, che gli permisero di acquistare il castello di Tullau. Morì il 14 aprile 1662 nella sua casa di città a Schwäbisch Hall.